# 种加词
（specific name，specific/species epithet，epitheton）指二名法學名中，组成种名的第二个词，通常是修饰属名的形容词，与属名一起构成属下、种或种下等级分类单元名称，为一附加词。其中，术语 specific name 为国际动物命名法规用词，specific epithet 为国际藻类、真菌和植物命名法规用词。
种名（species name）或物种名（scientific name of species）的定义则较为分歧；在植物学名命名法中，“种名”指的是物种的学名或科学名称，即属名后加上一个种加词所构成的双名组合（binary combination）；而在动物学名命名法中，“种名”既可以指种本名，也可以指学名。例：智人的学名为Homo sapiens，此为种名，由两部分组成：Homo是属名，sapiens是种名（種小名）。

## 语法
在语法上，双名法学名（三名法学名也是如此）必须被视作拉丁语词组，所以种名常被称作“拉丁名”，不过更准确的说法是“学名”。种名的命名必须遵守特定的拉丁语语法规则。种名的构成方式可以为：
- 属名的同位语名词，作形容用：
  - 在该情况下命名的种名与属名的语法性别可以不一致。遵循该命名规则的种名通常是该生物在拉丁语或古希腊语中的俗名，或者是与该生物相似生物体的属名或种名（即：种加词）。例如：Panthera leo（Panthera 为阴性，leo 为阳性）。
- 所有格名词，作形容用：
  - 常用于对寄生生物的命名。例如：Xenos vesparum 胡蜂蜂蟊（捻翅目），拉丁文直译：外来者 Xenos + 胡蜂的 vesparum。
  - 以专有名词（人名和或地名）命名的生物。例如 Latimeria chalumnae 東非矛尾魚，拉丁文直译：查朗那（河）的矛尾鱼属生物。命名依据为东非矛尾鱼正模标本的采集地点（即：模式产地（type locality）），位于查朗那河（Chalumna River）在印度洋的河口附近区域。属名 Latimeria 是首次辨認出此種的科學家瑪羅麗·考特內-拉蒂邁（Marjorie Courtenay-Latimer，南非東倫敦博物館館長）的名稱。
- 形容词，需与属名的语法格格位、及语法性别一致：
  - 例如 Felis silvestris 斑貓，拉丁文直译：属于或涉及森林/树林的猫属生物。

### 書目
- Banks, Nathan. . BiblioBazaar. 2009. ISBN 1-113-26677-5.
- Matthews, Janice R.; Bowen, John M.; Matthews, Robert W. . Cambridge University Press. 2000: 176. ISBN 0-521-78962-1.